# Рокпорт (Масачусетс)
Рокпорт (енгл. Rockport) насељено је место без административног статуса у америчкој савезној држави Масачусетс.

## Демографија
По попису из 2010. године број становника је 4.966, што је 640 (-11,4%) становника мање него 2000. године.
| Група             | 2000.         | 2010.         |
| Белци             | 5.457 (97,3%) | 4.765 (96,0%) |
| Афроамериканци    | 14 (0,2%)     | 37 (0,7%)     |
| Азијати           | 26 (0,5%)     | 45 (0,9%)     |
| Хиспаноамериканци | 55 (1,0%)     | 77 (1,6%)     |
| Укупно            | 5.606         | 4.966         |